# Présentisme et éternalisme
En philosophie du temps et en physique théorique, le présentisme et l'éternalisme désignent deux conceptions rivales et opposées de la nature du temps.

## Présentisme
Le présentisme constitue une position ontologique qui déclare que n'existe que ce qui est présent : le passé n'existe plus ; le futur n'existe pas encore.
Selon la conception présentiste, le monde se déploie uniquement dans un espace à trois dimensions qui évolue en continu. Dans cet espace, les faits à venir n'existent pas mais ils se produisent au fur et à mesure que le temps s'écoule, constituant ainsi de nouvelles versions du monde. Ces versions s'empilent pour construire l'espace-temps, qui n'existe pas en tant que tel. Les versions passées du monde n'existent pas davantage. Seul le monde tel qu'il se trouve à l'instant présent existe vraiment.
Le passé et le futur n'ont d'existence, tout au plus, que conceptuelle, en tant que représentation de ce qui a été ou sera.
Le présentiste ne conçoit son existence que dans l'instant présent, dans l'instantanéité de ce qui sépare le passé et le futur. L'image traditionnelle donnée à cette conception du temps date d'Héraclite et consiste en une analogie avec le cours d'un fleuve où l'eau est incessamment renouvelée pour le spectateur ou le baigneur immobile.
Duns Scot puis Thomas Hobbes ont justifié cette position. Aujourd'hui, elle est défendue par des auteurs comme Arthur Prior et Ned Markosian.

## Éternalisme
Selon la conception éternaliste au contraire, le temps existe dans sa globalité et constitue pour les physiciens un « univers-bloc ». Tous les événements ont le même statut ; il n'y a pas de réalité « présente » qui se renouvellerait sans cesse, mais une réalité éternelle. Elle ne se dévoile à nous – observateurs – que progressivement et partiellement. Nous la découvrons au fil de notre évolution (que la conception newtonienne identifie au temps).
La position éternaliste considère que l'existence ne se cantonne pas au présent mais s'étend à l'intégralité du parcours d'existence. Tout événement qui se produit, qui s'est produit ou qui se reproduira existe également, même si nous ne le connaissons pas encore ou l'avons oublié.
L'éternaliste considère son existence comme son histoire complète, une totalité qui va de sa naissance à sa mort. Sa conscience la parcourt selon la succession qui forme ce que ni nous apparaît comme le cours du temps. Cette conception n'accorde aucune réalité objective à ce cours du temps ; que ce soit celui du temps universel de la physique newtonienne ou celui du temps propre de la physique relativiste.
Parménide est considéré comme un précurseur antique de cette conception du temps. Bertrand Russell, Jack Smart, Willard Quine, Adolf Grünbaum et Paul Horwich, notamment, ont défendu cette position.

## Présentisme et éternalisme chez McTaggart
John Ellis McTaggart a introduit au début du XXe siècle les termes de « série A » et de « série B » à propos des différentes façons de concevoir le temps . Selon la « série A » du temps – associée au présentisme – un événement donné possède la propriété d'être présent, passé ou futur de manière absolue. Selon la « série B » – associée à l'éternalisme – passé, présent et futur sont des notions relatives : un événement est passé ou futur par rapport à un autre qui lui est antérieur ou postérieur. Ces deux types de description du temps rendent compte de la même séquence d'événements dans l'univers, ordonnés de la même façon, seulement l'une conduit à concevoir l'actualité (le fait d'être présent) comme une propriété fondamentale de cette séquence tandis que l'autre en fait totalement abstraction.
Bien qu'estimant que la série A décrive un aspect essentiel de la notion de temps, celui du changement, McTaggart la considère comme contradictoire (ce qui le conduira à rejeter l'idée même de temps). La série A implique en effet que chaque événement ou date puisse être décrit comme présent, passé ou futur, bien que ces descriptions soient incompatibles entre elles (un événement ne peut être à la fois passé et futur par exemple). Pour éviter la contradiction, on doit postuler une dimension de temps supplémentaire suivant laquelle un même événement n'est pas tout à la fois présent, passé et futur mais peut successivement, en des temps différents, être futur, présent puis passé (futur dans le futur, présent dans le présent, etc.). Mais ce temps additionnel ainsi invoqué, le présent par exemple pour un événement futur qui deviendra présent, est lui-même sujet au changement et doit pouvoir être identifié comme un futur à une date antérieure par exemple. Il faut donc à nouveau introduire une dimension de temps supplémentaire dans notre conception du temps, et ainsi de suite à l'infini.
La seule façon d'éviter cette régression à l'infini de la justification est d'accorder le même sens à « sera » ou « a été » qu'à « est », et il faut admettre alors que l'événement passé ou futur est tout autant actuel que l'événement présent. Rien ne différencie objectivement le présent du passé ou du futur : si l'un est actuel, tous sont actuels, ce qui correspond à la conception éternaliste du temps. Mais pour McTaggart, cette conception ne rend pas compte de la notion véritable de temps et c'est donc la notion même de temps qui est erronée.

## Présentisme et éternalisme aujourd'hui
Le consensus actuel en physique semble privilégier la conception éternaliste du temps[réf. nécessaire] au point qu'on ne compte plus les hypothèses de physiciens envisageant la possibilité du voyage dans le temps (dont notablement Stephen Hawking, Igor Novikov et Kip Thorne) ainsi que l'existence d'une infinité d'univers parallèles émergeant de cette possibilité.
Selon l'image quadridimensionnaliste désormais classique, nous sommes des « vers spatio-temporels », autrement dit, des êtres temporellement étendus : tout comme nous avons des parties spatiales – les parties de notre corps – nous avons des parties temporelles. Ainsi, ce que je suis à l'instant présent n'est pas, à strictement parler, une personne mais seulement une partie temporelle – une « phase » – de la personne que je suis. Par conséquent, une personne est un agrégat de phases dont les relations de continuité et de connectivité mentales constituent l'unité à travers le temps.